# FIFA-mannenranglijst december 2024
Dit is de wereldranglijst voor mannen van december 2024 zoals die werd opgesteld en vrijgegeven door de FIFA op 19 december 2024.
| Nr | +/-     | Land             | Pnt     | +/-     |
| -- | ------- | ---------------- | ------- | ------- |
| 1  | Stabiel | Argentinië       | 1867,25 | Stabiel |
| 2  | Stabiel | Frankrijk        | 1859,78 | Stabiel |
| 3  | Stabiel | Spanje           | 1853,27 | Stabiel |
| 4  | Stabiel | Engeland         | 1813,81 | Stabiel |
| 5  | Stabiel | Brazilië         | 1775,85 | Stabiel |
| 6  | Stabiel | Portugal         | 1756,12 | Stabiel |
| 7  | Stabiel | Nederland        | 1747,55 | Stabiel |
| 8  | Stabiel | België           | 1740,62 | Stabiel |
| 9  | Stabiel | Italië           | 1731,51 | Stabiel |
| 10 | Stabiel | Duitsland        | 1703,79 | Stabiel |
| 11 | Stabiel | Uruguay          | 1695,91 | Stabiel |
| 12 | Stabiel | Colombia         | 1694,44 | Stabiel |
| 13 | Stabiel | Kroatië          | 1691,59 | Stabiel |
| 14 | Stabiel | Marokko          | 1688,18 | Stabiel |
| 15 | Stabiel | Japan            | 1652,79 | Stabiel |
| 16 | Stabiel | Verenigde Staten | 1645,48 | Stabiel |
| 17 | Stabiel | Senegal          | 1637,25 | Stabiel |
| 18 | Stabiel | Iran             | 1635,31 | Stabiel |
| 19 | Stabiel | Mexico           | 1627,40 | Stabiel |
| 20 | Stabiel | Zwitserland      | 1625,16 | Stabiel |

| FIFA-wereldranglijst december 2024 (21–210) | FIFA-wereldranglijst december 2024 (21–210) | FIFA-wereldranglijst december 2024 (21–210) | FIFA-wereldranglijst december 2024 (21–210) | FIFA-wereldranglijst december 2024 (21–210) |
| Nr                                          | +/-                                         | Land                                        | Pnt                                         | +/-                                         |
| ------------------------------------------- | ------------------------------------------- | ------------------------------------------- | ------------------------------------------- | ------------------------------------------- |
| 21                                          | Stabiel                                     | Denemarken                                  | 1611,49                                     | Stabiel                                     |
| 22                                          | Stabiel                                     | Oostenrijk                                  | 1589,84                                     | Stabiel                                     |
| 23                                          | Stabiel                                     | Zuid-Korea                                  | 1585,45                                     | Stabiel                                     |
| 24                                          | Stabiel                                     | Ecuador                                     | 1560,13                                     | Stabiel                                     |
| 25                                          | Stabiel                                     | Oekraïne                                    | 1554,94                                     | Stabiel                                     |
| 26                                          | Stabiel                                     | Australië                                   | 1544,15                                     | Stabiel                                     |
| 27                                          | Stabiel                                     | Zweden                                      | 1540,20                                     | Stabiel                                     |
| 28                                          | Stabiel                                     | Turkije                                     | 1537,24                                     | Stabiel                                     |
| 29                                          | Stabiel                                     | Wales                                       | 1534,39                                     | Stabiel                                     |
| 30                                          | Stabiel                                     | Hongarije                                   | 1517,57                                     | Stabiel                                     |
| 31                                          | Stabiel                                     | Canada                                      | 1515,96                                     | Stabiel                                     |
| 32                                          | Stabiel                                     | Servië                                      | 1514,28                                     | Stabiel                                     |
| 33                                          | Stabiel                                     | Egypte                                      | 1513,48                                     | Stabiel                                     |
| 34                                          | Stabiel                                     | Rusland                                     | 1512,32                                     | Stabiel                                     |
| 35                                          | Stabiel                                     | Polen                                       | 1510,62                                     | Stabiel                                     |
| 36                                          | Stabiel                                     | Panama                                      | 1504,39                                     | Stabiel                                     |
| 37                                          | Stabiel                                     | Algerije                                    | 1495,85                                     | Stabiel                                     |
| 38                                          | Stabiel                                     | Roemenië                                    | 1494,20                                     | Stabiel                                     |
| 39                                          | Stabiel                                     | Griekenland                                 | 1489,88                                     | Stabiel                                     |
| 40                                          | Stabiel                                     | Peru                                        | 1488,42                                     | Stabiel                                     |
| 41                                          | Stabiel                                     | Slowakije                                   | 1486,19                                     | Stabiel                                     |
| 42                                          | Stabiel                                     | Tsjechië                                    | 1484,88                                     | Stabiel                                     |
| 43                                          | Stabiel                                     | Noorwegen                                   | 1484,44                                     | Stabiel                                     |
| 44                                          | Stabiel                                     | Nigeria                                     | 1482,23                                     | Stabiel                                     |
| 45                                          | Stabiel                                     | Schotland                                   | 1480,24                                     | Stabiel                                     |
| 46                                          | Stabiel                                     | Ivoorkust                                   | 1478,47                                     | Stabiel                                     |
| 47                                          | Stabiel                                     | Venezuela                                   | 1475,71                                     | Stabiel                                     |
| 48                                          | Stabiel                                     | Qatar                                       | 1474,60                                     | Stabiel                                     |
| 49                                          | Stabiel                                     | Kameroen                                    | 1471,49                                     | Stabiel                                     |
| 50                                          | Stabiel                                     | Chili                                       | 1469,44                                     | Stabiel                                     |
| 51                                          | Stabiel                                     | Mali                                        | 1466,10                                     | Stabiel                                     |
| 52                                          | Stabiel                                     | Tunesië                                     | 1464,42                                     | Stabiel                                     |
| 53                                          | Stabiel                                     | Paraguay                                    | 1458,26                                     | Stabiel                                     |
| 54                                          | Stabiel                                     | Costa Rica                                  | 1454,99                                     | Stabiel                                     |
| 55                                          | Stabiel                                     | Slovenië                                    | 1454,25                                     | Stabiel                                     |
| 56                                          | Stabiel                                     | Irak                                        | 1442,86                                     | Stabiel                                     |
| 57                                          | Stabiel                                     | Zuid-Afrika                                 | 1428,87                                     | Stabiel                                     |
| 58                                          | Stabiel                                     | Oezbekistan                                 | 1424,93                                     | Stabiel                                     |
| 59                                          | Stabiel                                     | Saoedi-Arabië                               | 1406,56                                     | Stabiel                                     |
| 60                                          | Stabiel                                     | Ierland                                     | 1400,22                                     | Stabiel                                     |
| 61                                          | Stabiel                                     | Congo-Kinshasa                              | 1395,77                                     | Stabiel                                     |
| 62                                          | Stabiel                                     | Jamaica                                     | 1390,85                                     | Stabiel                                     |
| 63                                          | Stabiel                                     | Verenigde Arabische Emiraten                | 1385,57                                     | Stabiel                                     |
| 64                                          | Stabiel                                     | Jordanië                                    | 1375,91                                     | Stabiel                                     |
| 65                                          | Stabiel                                     | Albanië                                     | 1375,57                                     | Stabiel                                     |
| 66                                          | Stabiel                                     | Burkina Faso                                | 1373,76                                     | Stabiel                                     |
| 67                                          | Stabiel                                     | Noord-Macedonië                             | 1368,96                                     | Stabiel                                     |
| 68                                          | Stabiel                                     | Georgië                                     | 1362,21                                     | Stabiel                                     |
| 69                                          | Stabiel                                     | Finland                                     | 1361,53                                     | Stabiel                                     |
| 70                                          | Stabiel                                     | IJsland                                     | 1355,10                                     | Stabiel                                     |
| 71                                          | Stabiel                                     | Noord-Ierland                               | 1349,58                                     | Stabiel                                     |
| 72                                          | Stabiel                                     | Kaapverdië                                  | 1328,51                                     | Stabiel                                     |
| 73                                          | Stabiel                                     | Montenegro                                  | 1326,76                                     | Stabiel                                     |
| 74                                          | Stabiel                                     | Bosnië en Herzegovina                       | 1326,69                                     | Stabiel                                     |
| 75                                          | Stabiel                                     | Honduras                                    | 1325,93                                     | Stabiel                                     |
| 76                                          | Stabiel                                     | Israël                                      | 1322,25                                     | Stabiel                                     |
| 77                                          | Stabiel                                     | Ghana                                       | 1320,52                                     | Stabiel                                     |
| 78                                          | Stabiel                                     | Guinee                                      | 1311,88                                     | Stabiel                                     |
| 79                                          | Stabiel                                     | Bolivia                                     | 1308,58                                     | Stabiel                                     |
| 80                                          | Stabiel                                     | Oman                                        | 1306,67                                     | Stabiel                                     |
| 81                                          | Stabiel                                     | Bahrein                                     | 1305,52                                     | Stabiel                                     |
| 82                                          | Stabiel                                     | Bulgarije                                   | 1301,04                                     | Stabiel                                     |
| 83                                          | Stabiel                                     | El Salvador                                 | 1300,81                                     | Stabiel                                     |
| 84                                          | Stabiel                                     | Gabon                                       | 1297,87                                     | Stabiel                                     |
| 85                                          | Stabiel                                     | Angola                                      | 1296,48                                     | Stabiel                                     |
| 86                                          | Stabiel                                     | Haïti                                       | 1287,75                                     | Stabiel                                     |
| 87                                          | Stabiel                                     | Zambia                                      | 1279,24                                     | Stabiel                                     |
| 88                                          | Stabiel                                     | Oeganda                                     | 1270,42                                     | Stabiel                                     |
| 89                                          | Stabiel                                     | Nieuw-Zeeland                               | 1269,83                                     | Stabiel                                     |
| 90                                          | Stabiel                                     | China                                       | 1266,38                                     | Stabiel                                     |
| 91                                          | Stabiel                                     | Curaçao                                     | 1264,78                                     | Stabiel                                     |
| 92                                          | Stabiel                                     | Luxemburg                                   | 1256,42                                     | Stabiel                                     |
| 93                                          | Stabiel                                     | Equatoriaal-Guinea                          | 1256,20                                     | Stabiel                                     |
| 94                                          | Stabiel                                     | Benin                                       | 1250,99                                     | Stabiel                                     |
| 95                                          | Stabiel                                     | Syrië                                       | 1249,47                                     | Stabiel                                     |
| 96                                          | Stabiel                                     | Mozambique                                  | 1232,70                                     | Stabiel                                     |
| 97                                          | Stabiel                                     | Thailand                                    | 1231,17                                     | 2,93                                        |
| 98                                          | Stabiel                                     | Wit-Rusland                                 | 1226,31                                     | Stabiel                                     |
| 99                                          | Stabiel                                     | Kosovo                                      | 1219,82                                     | Stabiel                                     |
| 100                                         | Stabiel                                     | Armenië                                     | 1219,15                                     | Stabiel                                     |
| 101                                         | Stabiel                                     | Palestina                                   | 1215,87                                     | Stabiel                                     |
| 102                                         | Stabiel                                     | Trinidad en Tobago                          | 1214,81                                     | Stabiel                                     |
| 103                                         | Stabiel                                     | Comoren                                     | 1208,99                                     | Stabiel                                     |
| 104                                         | Stabiel                                     | Tadzjikistan                                | 1203,08                                     | Stabiel                                     |
| 105                                         | Stabiel                                     | Guatemala                                   | 1201,35                                     | Stabiel                                     |
| 106                                         | Stabiel                                     | Tanzania                                    | 1199,33                                     | Stabiel                                     |
| 107                                         | Stabiel                                     | Kirgizië                                    | 1194,19                                     | Stabiel                                     |
| 108                                         | Stabiel                                     | Kenia                                       | 1189,65                                     | Stabiel                                     |
| 109                                         | Stabiel                                     | Mauritanië                                  | 1183,16                                     | Stabiel                                     |
| 110                                         | Stabiel                                     | Kazachstan                                  | 1180,18                                     | Stabiel                                     |
| 111                                         | Stabiel                                     | Namibië                                     | 1179,26                                     | Stabiel                                     |
| 112                                         | Stabiel                                     | Libanon                                     | 1171,43                                     | 3,33                                        |
| 113                                         | Stabiel                                     | Soedan                                      | 1165,41                                     | Stabiel                                     |
| 114                                         | 2                                           | Vietnam                                     | 1164,79                                     | 3,68                                        |
| 115                                         | 1                                           | Noord-Korea                                 | 1164,41                                     | Stabiel                                     |
| 116                                         | 1                                           | Madagaskar                                  | 1162,02                                     | Stabiel                                     |
| 117                                         | Stabiel                                     | Azerbeidzjan                                | 1158,70                                     | Stabiel                                     |
| 118                                         | Stabiel                                     | Libië                                       | 1158,03                                     | Stabiel                                     |
| 119                                         | Stabiel                                     | Togo                                        | 1152,18                                     | Stabiel                                     |
| 120                                         | Stabiel                                     | Guinee-Bissau                               | 1151,72                                     | Stabiel                                     |
| 121                                         | Stabiel                                     | Zimbabwe                                    | 1151,06                                     | Stabiel                                     |
| 122                                         | Stabiel                                     | Niger                                       | 1145,96                                     | Stabiel                                     |
| 123                                         | Stabiel                                     | Estland                                     | 1142,53                                     | Stabiel                                     |
| 124                                         | Stabiel                                     | Rwanda                                      | 1136,06                                     | Stabiel                                     |
| 125                                         | 1                                           | Gambia                                      | 1134,69                                     | Stabiel                                     |
| 126                                         | 1                                           | India                                       | 1133,62                                     | Stabiel                                     |
| 127                                         | 2                                           | Indonesië                                   | 1133,41                                     | 1,70                                        |
| 128                                         | Stabiel                                     | Congo-Brazzaville                           | 1132,65                                     | Stabiel                                     |
| 129                                         | Stabiel                                     | Sierra Leone                                | 1132,06                                     | Stabiel                                     |
| 130                                         | Stabiel                                     | Cyprus                                      | 1131,32                                     | Stabiel                                     |
| 131                                         | Stabiel                                     | Malawi                                      | 1129,31                                     | Stabiel                                     |
| 132                                         | Stabiel                                     | Maleisië                                    | 1115,51                                     | 1,54                                        |
| 133                                         | Stabiel                                     | Nicaragua                                   | 1114,28                                     | Stabiel                                     |
| 134                                         | Stabiel                                     | Koeweit                                     | 1108,72                                     | 0,44                                        |
| 135                                         | Stabiel                                     | Centraal-Afrikaanse Republiek               | 1102,23                                     | Stabiel                                     |
| 136                                         | Stabiel                                     | Botswana                                    | 1098,85                                     | Stabiel                                     |
| 137                                         | Stabiel                                     | Faeröer                                     | 1096,88                                     | Stabiel                                     |
| 138                                         | Stabiel                                     | Suriname                                    | 1096,60                                     | Stabiel                                     |
| 139                                         | Stabiel                                     | Burundi                                     | 1087,26                                     | Stabiel                                     |
| 140                                         | Stabiel                                     | Letland                                     | 1084,11                                     | Stabiel                                     |
| 141                                         | Stabiel                                     | Dominicaanse Republiek                      | 1083,36                                     | Stabiel                                     |
| 142                                         | Stabiel                                     | Litouwen                                    | 1069,96                                     | Stabiel                                     |
| 143                                         | Stabiel                                     | Turkmenistan                                | 1065,42                                     | Stabiel                                     |
| 144                                         | Stabiel                                     | Saint Kitts en Nevis                        | 1064,99                                     | Stabiel                                     |
| 145                                         | Stabiel                                     | Liberia                                     | 1063,04                                     | Stabiel                                     |
| 146                                         | Stabiel                                     | Ethiopië                                    | 1059,94                                     | Stabiel                                     |
| 147                                         | 1                                           | Salomonseilanden                            | 1051,00                                     | 2,25                                        |
| 148                                         | 1                                           | Fiji                                        | 1048,48                                     | 0,67                                        |
| 149                                         | 1                                           | Lesotho                                     | 1046,76                                     | Stabiel                                     |
| 150                                         | 1                                           | Filipijnen                                  | 1046,67                                     | 1,06                                        |
| 151                                         | Stabiel                                     | Moldavië                                    | 1045,59                                     | Stabiel                                     |
| 152                                         | Stabiel                                     | Nieuw-Caledonië                             | 1034,43                                     | Stabiel                                     |
| 153                                         | Stabiel                                     | Tahiti                                      | 1031,47                                     | Stabiel                                     |
| 154                                         | Stabiel                                     | Guyana                                      | 1030,60                                     | Stabiel                                     |
| 155                                         | 1                                           | Hongkong                                    | 1028,76                                     | 4,18                                        |
| 156                                         | 1                                           | Afghanistan                                 | 1025,00                                     | Stabiel                                     |
| 157                                         | Stabiel                                     | Puerto Rico                                 | 1022,83                                     | Stabiel                                     |
| 158                                         | Stabiel                                     | Jemen                                       | 1018,27                                     | 0,43                                        |
| 159                                         | Stabiel                                     | Swaziland                                   | 1015,25                                     | Stabiel                                     |
| 160                                         | 1                                           | Singapore                                   | 1011,68                                     | 3,85                                        |
| 161                                         | 1                                           | Antigua en Barbuda                          | 1010,97                                     | Stabiel                                     |
| 162                                         | Stabiel                                     | Malediven                                   | 1001,39                                     | Stabiel                                     |
| 163                                         | 1                                           | Cuba                                        | 994,43                                      | Stabiel                                     |
| 164                                         | 1                                           | Vanuatu                                     | 994,22                                      | 1,99                                        |
| 165                                         | Stabiel                                     | Chinees Taipei                              | 990,56                                      | 0,36                                        |
| 166                                         | Stabiel                                     | Bermuda                                     | 988,19                                      | Stabiel                                     |
| 167                                         | 1                                           | Saint Lucia                                 | 985,72                                      | Stabiel                                     |
| 168                                         | 1                                           | Malta                                       | 983,95                                      | Stabiel                                     |
| 169                                         | 2                                           | Myanmar                                     | 981,35                                      | 4,80                                        |
| 170                                         | Stabiel                                     | Zuid-Soedan                                 | 973,55                                      | Stabiel                                     |
| 171                                         | Stabiel                                     | Andorra                                     | 971,54                                      | Stabiel                                     |
| 172                                         | Stabiel                                     | Papoea-Nieuw-Guinea                         | 963,63                                      | 0,41                                        |
| 173                                         | Stabiel                                     | Saint Vincent en de Grenadines              | 961,92                                      | Stabiel                                     |
| 174                                         | Stabiel                                     | Grenada                                     | 955,44                                      | Stabiel                                     |
| 175                                         | Stabiel                                     | Nepal                                       | 939,20                                      | Stabiel                                     |
| 176                                         | Stabiel                                     | Tsjaad                                      | 935,41                                      | Stabiel                                     |
| 177                                         | Stabiel                                     | Barbados                                    | 933,30                                      | Stabiel                                     |
| 178                                         | Stabiel                                     | Belize                                      | 925,02                                      | Stabiel                                     |
| 179                                         | Stabiel                                     | Mauritius                                   | 923,46                                      | Stabiel                                     |
| 180                                         | Stabiel                                     | Cambodja                                    | 920,00                                      | 1,20                                        |
| 181                                         | Stabiel                                     | Montserrat                                  | 914,26                                      | Stabiel                                     |
| 182                                         | Stabiel                                     | Bhutan                                      | 904,06                                      | Stabiel                                     |
| 183                                         | Stabiel                                     | Dominica                                    | 900,00                                      | Stabiel                                     |
| 184                                         | Stabiel                                     | Brunei                                      | 899,87                                      | Stabiel                                     |
| 185                                         | Stabiel                                     | Bangladesh                                  | 898,81                                      | Stabiel                                     |
| 186                                         | Stabiel                                     | Laos                                        | 890,08                                      | 0,54                                        |
| 187                                         | 1                                           | Amerikaans-Samoa                            | 883,17                                      | Stabiel                                     |
| 188                                         | 1                                           | Mongolië                                    | 879,75                                      | 3,82                                        |
| 189                                         | Stabiel                                     | Sao Tomé en Principe                        | 878,09                                      | Stabiel                                     |
| 190                                         | Stabiel                                     | Cookeilanden                                | 877,53                                      | Stabiel                                     |
| 191                                         | Stabiel                                     | Djibouti                                    | 877,37                                      | Stabiel                                     |
| 192                                         | Stabiel                                     | Samoa                                       | 876,41                                      | Stabiel                                     |
| 193                                         | Stabiel                                     | Macau                                       | 868,79                                      | 2,73                                        |
| 194                                         | Stabiel                                     | Kaaimaneilanden                             | 866,71                                      | Stabiel                                     |
| 195                                         | Stabiel                                     | Aruba                                       | 858,00                                      | Stabiel                                     |
| 196                                         | 1                                           | Gibraltar                                   | 848,58                                      | Stabiel                                     |
| 197                                         | 1                                           | Oost-Timor                                  | 846,80                                      | 4,03                                        |
| 198                                         | Stabiel                                     | Pakistan                                    | 842,59                                      | Stabiel                                     |
| 199                                         | Stabiel                                     | Tonga                                       | 835,64                                      | Stabiel                                     |
| 200                                         | Stabiel                                     | Sri Lanka                                   | 832,80                                      | Stabiel                                     |
| 201                                         | Stabiel                                     | Seychellen                                  | 831,19                                      | Stabiel                                     |
| 202                                         | Stabiel                                     | Somalië                                     | 829,81                                      | Stabiel                                     |
| 203                                         | Stabiel                                     | Guam                                        | 824,65                                      | 2,74                                        |
| 204                                         | Stabiel                                     | Liechtenstein                               | 821,71                                      | Stabiel                                     |
| 205                                         | Stabiel                                     | Bahama's                                    | 818,58                                      | Stabiel                                     |
| 206                                         | Stabiel                                     | Turks- en Caicoseilanden                    | 803,98                                      | Stabiel                                     |
| 207                                         | Stabiel                                     | Britse Maagdeneilanden                      | 780,30                                      | Stabiel                                     |
| 208                                         | Stabiel                                     | Amerikaanse Maagdeneilanden                 | 779,71                                      | Stabiel                                     |
| 209                                         | Stabiel                                     | Anguilla                                    | 769,31                                      | Stabiel                                     |
| 210                                         | Stabiel                                     | San Marino                                  | 747,42                                      | Stabiel                                     |

| Kleur | Betekenis                                      |
| ----- | ---------------------------------------------- |
|       | Hoogste FIFA-ranking ooit                      |
|       | Evenaring hoogste FIFA-ranking ooit            |
|       | Voor het eerst opgenomen in de wereldranglijst |
|       | Evenaring laagste FIFA-ranking ooit            |
|       | Laagste FIFA-ranking ooit                      |